# Maud Tabachnik

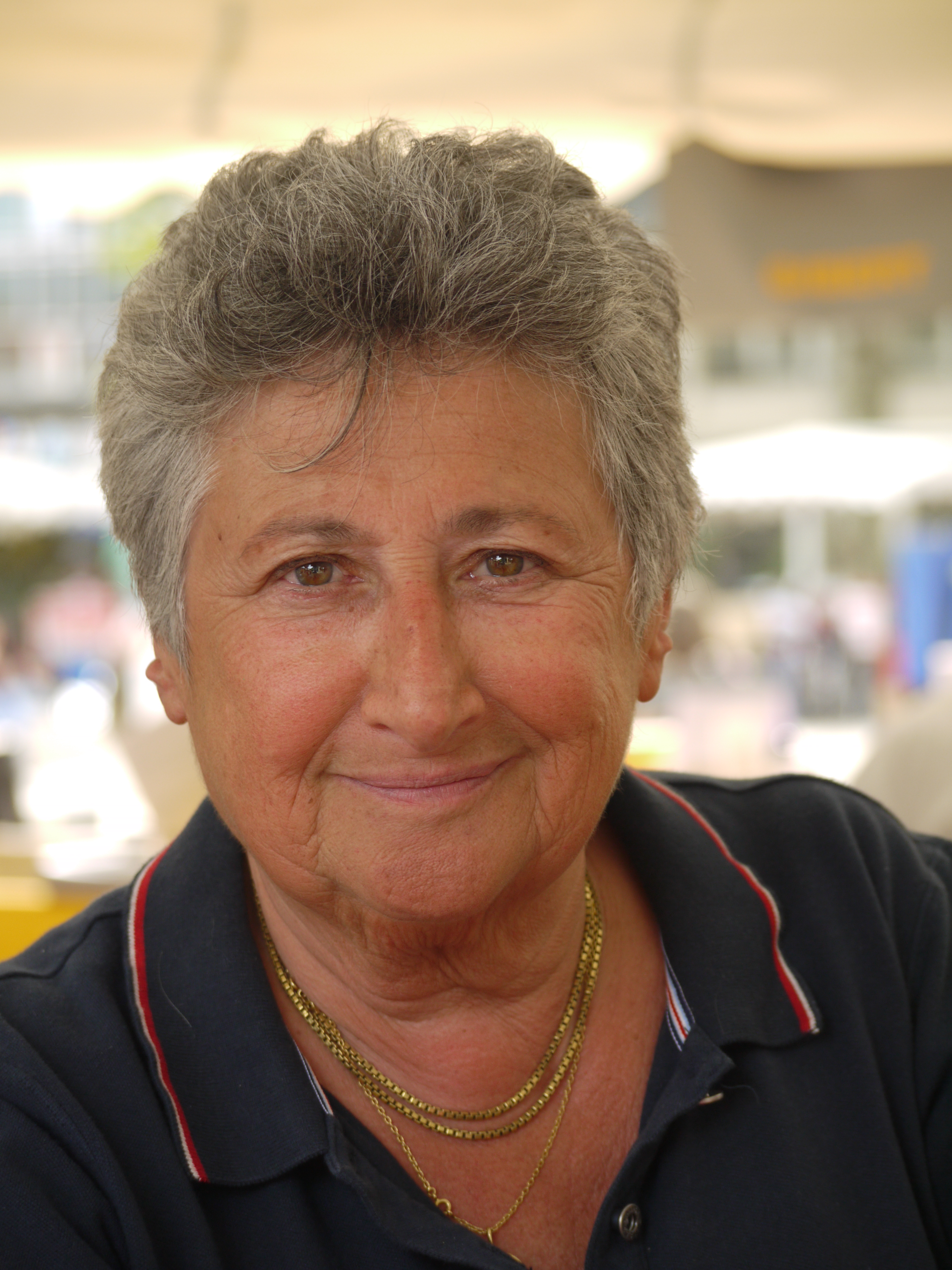
Maud Tabachnik 2010

Maud Tabachnik (* 12. November 1938 in Paris) ist eine französische Osteopathin und Schriftstellerin. Sie lebt in Paris und schreibt hauptberuflich Krimis.

## Leben
Über Tabachniks Kindheit ist nichts bekannt. Sie studierte zunächst Wirtschaft, entschied sich aber dann für die Physiotherapie. 1963 spezialisierte sie sich auf Osteopathie. 1980 wurde sie krank und operiert und musste ihren Beruf aufgeben. So kam sie auf das Schreiben und stieg in das von Männern dominierte Genre des Kriminalromans ein. Sie hat inzwischen ihr Repertoire erweitert, so spielt der Roman La Mémoire du bourreau (2001) mit den Memoiren eines SS-Offiziers und J'ai regardé le diable en face thematisiert die Frauenmorde von Ciudad Juárez.

## Werke

### Auf Französisch
- La Vie à fleur de terre, Denoël, Paris, 1990
- La Mort quelque part, V. Hamy, Paris, 1995
- Le Festin de l'araignée, V. Hamy, Paris, 1996
- A l'horizon, les ténèbres : thriller, Presses du Temps, Nantes, 1996
- Fin de parcours, nouvelles noires, Viviane Hamy, 1997
- L'Étoile du temple, Viviane Hamy, 1997
- Miroir vérité, Paris, Fragments, 1997
- Gémeaux, Viviane Hamy, 1998
- Lâchez les chiens !, Flammarion, Paris, 1998
- Les Cercles de l'enfer, Flammarion, Paris, 1998
- Brouillard d'Ecosse, Paris, A. Michel, 1999
- L'Empreinte du nain, Flammarion, 1999
- Le Sang de Venise, Flammarion, 2000
- Un été pourri, Ed. J'ai lu, Paris, 2000
- Le Tango des assassins, Ed. du Masque, Paris, 2000
- Home, sweet home, EJL, Paris, 2001
- La Mémoire du bourreau, Paris, Librairie générale française, 2001
- Le Cinquième jour, le Grand livre du mois, Paris, 2001
- La Honte leur appartient, Ed. du Masque, 2002
- Mauvais frère, A. Michel, Paris, 2002
- Groupe Tel-Aviv, scénario d'une bande dessinée de Toshy, EP „Petits meurtres“, 2002.
- Douze heures pour mourir, A. Michel, Paris, 2004
- J'ai regardé le diable en face, A. Michel, Paris, 2005
- New-York balafres, illustré par Jeanne Soquet, Paris, P. Rey, 2005
- Une femme ordinaire, nouvelle inédite, Paris, le Grand livre du mois, 2006
- Tous ne sont pas des monstres, Baleine, 2007
- Le Chien qui riait, A. Michel, Paris, 2007
- Ciel de Cendres, A. Michel, Paris, 2008
- Désert barbare, A. Michel, Paris, 2011

### Bisher auf Deutsch erschienen
- Interpaul ermittelt/Nebel über Schottland. Aus dem Französischen von Doris Heinemann. Rowohlt-Taschenbuch-Verlag, Reinbek bei Hamburg 2002; ISBN 3-499-21177-7
- Sommer der Rache. Deutsch von Gabriele Zehnder. Elster-Verlag, Baden-Baden 1998 / Deutscher Taschenbuch-Verlag, München 2000; ISBN 3-423-20304-8[1]
- Am Heimatbrunnen. Erinnerungen an Hauzenberg und Leizesberg. Hrsg.: Hans Göttler. Edition Töpfl, Tiefenbach [1998]; ISBN 3-927108-45-6

### Hörspielbearbeitungen
- Bellende Hunde beißen. Bearbeitung: Edwin Ortmann. Regie: Martin Zylka. Prod.: WDR, 2003.[2]